# Canal Welland
El canal Welland es un canal de navegación situado en Ontario (Canadá), que conecta el lago Ontario y el lago Erie. Forma una sección clave de la vía marítima del San Lorenzo y de la vía navegable de los Grandes Lagos. Al atravesar la península del Niágara desde Port Weller hasta Port Colborne, permite que los barcos asciendan y desciendan por el escarpe del Niágara y eviten las cataratas del Niágara.
Cuarto canal en la historia para salvar las cataratas, por el Welland pasan unos 3000 barcos que transportan unas 40.000.000 de toneladas de carga al año. El canal original y sus sucesores permitían que las mercancías procedentes de los puertos de los Grandes Lagos como Cleveland, Detroit y Chicago, así como de las zonas más industrializadas de los Estados Unidos y Ontario, se enviaran al puerto de Montreal o a la ciudad de Quebec, donde se solían recargar en buques de transporte marítimo para su envío internacional.
El canal Welland eclipsó otros canales más estrechos de la región, como la vía acuática Trent-Severn y, de manera significativa, el canal de Erie (que unía el Atlántico y el lago Erie a través de la ciudad de Nueva York y Búfalo) al proporcionar una conexión más corta y directa con el lago Erie.
El extremo sur del canal en el lago Erie está 99,5 metros (326 pies) más alto que el extremo norte en el lago Ontario. El canal incluye ocho esclusas para barcos de hasta 24,4 metros de ancho (80 pies). Siete de las esclusas (las esclusas 1-7, las esclusas de 'Levante') tienen 233,5 m (766 pies) que permiten que los buques que pasan por ellas salven entre 13 y 15 m (43 y 49 pies) en cada una. La esclusa más meridional, (esclusa 8 - la esclusa 'Guard' o 'Control') tiene 349,9 m (1148 pies) de longitud. La altura máxima permitida de los mástiles de los barcos en este canal es de 35,5 m (116 pies) debido al puente Garden City Skyway.
Todos los demás cruces de carretera o de ferrocarril del canal Welland son puentes móviles (ya sean de elevación vertical o basculantes) o túneles. La longitud máxima permitida de un buque en este canal es de 225,5 metros (740 pies). A los barcos les toma un promedio de once horas el recorrer toda la longitud del canal.